# Campylium campylophylloides
Campylium campylophylloides là một loài Rêu trong họ Amblystegiaceae. Loài này được (Ando & N. Nishim.) N. Nishim. mô tả khoa học đầu tiên năm 1985.